# 1918 en combiné nordique
| Années du combiné nordique : 1915 - 1916 - 1917 - 1918 - 1919 - 1920 - 1921    |
| Décennies du combiné nordique : 1880 - 1890 - 1900 - 1910 - 1920 - 1930 - 1940 |

Cette page reprend les résultats de combiné nordique de l'année 1918.

## Festival de ski d'Holmenkollen
L'édition 1918 du festival de ski d'Holmenkollen fut remportée par le norvégien Otto Aasen, vainqueur de l'épreuve l'année précédente,
devant ses compatriotes Georg Østerholt & Johs. Gulbraa.

## Championnats nationaux
En 1918, les championnats d'Allemagne et de France et d'Italie n'eurent pas lieu.

### Championnat de Finlande
Les résultats
du championnat de Finlande 1918
manquent.

### Championnat de Norvège
Le championnat de Norvège 1918 se déroula à Rjukan, sur le Ingolfslandbakken.
Le vainqueur fut Otto Aasen, vainqueur cette même année à Holmenkollen, suivi par Thorleif Haug & Ragnvald Landvik (no).

### Championnat de Suède
Le championnat de Suède 1918 a distingué à nouveau Ejnar Olsson, du club Djurgårdens IF.

### Championnat de Suisse
Le Championnat de Suisse de ski 1918 a eu lieu à Arosa.
Le champion 1918 fut François Parodi, de Saint-Moritz.